# Heinrich Kaiser (Physiker)
Heinrich Kaiser (* 5. Februar 1907 in Bochum; † 23. August 1976 in Dortmund) war ein deutscher Physiker und Chemiker. Er gehörte zu den Mitbegründern des Instituts für Spektrochemie und Angewandte Spektroskopie (ISAS), das er auch lange Jahre leitete. Seine Arbeit gilt als wichtiger Beitrag zur Entwicklung der spektrochemischen Analyse.

## Leben
Kaiser studierte Physik, Mathematik und Chemie in Münster, Freiburg und Köln. Nach der Promotion 1932 wurde er zunächst Assistent von Karl Försterling, bevor er 1934 zu den Carl-Zeiss-Werken in Jena wechselte, wo er an der Entwicklung von Spektralapparaten mitarbeitete und die Laboratorien für Spektralanalyse in Jena und Dresden leitete. Als wichtige wissenschaftliche Publikation aus dieser Zeit gilt der gemeinsam mit Arnold Wallraff 1939 veröffentlichte Aufsatz Über elektrische Funken und ihre Verwendung zur Anregung von Spektren.
Nachdem die Zeiss-Werke 1945 von der US-Armee besetzt worden waren, wurde Kaiser mit seiner Familie von den Amerikanern nach Südwest-Deutschland gebracht. 1947 trat er in die staatliche Materialprüfstelle des Landes Nordrhein-Westfalen in Dortmund ein, wo er die Leitung des spektrochemischen Laboratoriums übernahm. Am 18. Dezember 1947 habilitierte er sich an der Universität Bonn, an der er 1948 Lehraufträge wahrnahm.
Ein Vortrag, den Kaiser 1951 in Düsseldorf hielt, gab den Anstoß zur Gründung eines Forschungsinstituts für „moderne analytische Chemie mit physikalischen, vorwiegend spektroskopischen Methoden“. Kaiser wurde mit der Leitung des 1952 gegründeten Instituts für Spektrochemie und Angewandte Spektroskopie (ISAS) beauftragt. Er vertrat dabei einen mathematisch-statistischen Ansatz, der Grundlagen spektrochemischer Analytik lieferte. Die eigentliche Institutsarbeit bestand in der technischen Umsetzung solcher methodischer Grundlagenarbeiten durch apparative Möglichkeiten.
Am 27. März 1953 habilitierte sich Kaiser an der Universität Münster um und wurde 1954 außerplanmäßiger Professor für Physik, speziell Spektrochemie, ebendort.
Kaiser gehörte zu den Mitbegründern der Documentation of Molecular Spectroscopy (DMS). Er war Mitglied der IUPAC-Kommission für spektrochemische und andere optische Analysemethoden und von 1965 bis 1969 auch deren Vorsitzender. Er engagierte sich bei der Organisation der internationalen Konferenzen Colloquium Spectroscopicum Internationale (C.S.I.) und amtierte 1971 in Heidelberg als Präsident des XVI. C.S.I. Er war Ehrenmitglied der Society for Analytical Chemistry of Great Britain und erhielt 1974 den Hasler Award der American Society for Applied Spectroscopy.
Öffentliches Aufsehen erregte Kaiser auch durch sein Auftreten als Gutachter im Wiederaufnahmeverfahren gegen Maria Rohrbach. Er wies dabei seinem Münchner Kollegen Walter Specht erhebliche methodische Mängel nach. Er kam vor Gericht zu der Feststellung: „Der Verfasser des Gutachtens hat keine Vorstellungen von den durch seine Gehilfen angewandten Untersuchungsmethoden und Analysen. […] Der Verfasser beherrscht nicht die elementarsten Ausdrücke der wissenschaftlichen Fachsprache. Er gebraucht völlig sinnlose, unbegreifliche, nicht existente Ausdrücke. Der Verfasser hat anscheinend überhaupt keinen exakten wissenschaftlichen Wortschatz.“

## Schriften
- Beitrag zur Theorie der Eigenfrequenzen und der Selbsterregung in elektrischen Schwingungskreisen. Springer, Berlin/Köln 1933
- Anleitung für die Ausführung von spektrographischen quantitativen Bestimmungen an festen Legierungen mit Hilfe des Funkens. [Heinrich Kaiser]. Zeiss, Jena 1938
- mit A. Wallraff: Über elektrische Funken und ihre Verwendung zur Anregung von Spektren. In: Annalen Der Physik 426, no. 4 (1939), S. 297–340.
- Spektrochemische Schnellanalyse von Stählen in amerikanischen Großbetrieben. H. Kaiser. Verlag Stahleisen, Düsseldorf 1941
- Beiträge zur photometrischen Auswertung der Spektralaufnahmen bei der spektrochemischen Analyse. Math.-nat. Hab.-Schr. Bonn. Specola Vaticana, Citta del Vaticano, Heidelberg/Göttingen/Berlin 1947
- Stand spektralanalytischer Prüfverfahren und Folgerung für deutsche Verhältnisse., Köln/Opladen 1952
- Entwicklung spektrochemischer Analysenverfahren für technische Gläser und ähnliche Stoffe. Westdt. Verlag, Köln 1957
- Kartei zur Dokumentation der Molekülspektroskopie. Heinrich Kaiser, Gerhard Bergmann, Günter Kresze. Institut für Spektrochemie und angewandte Spektroskopie, Dortmund-Aplerbeck. Westdt. Verlag, Köln/Opladen 1958